# Getränkeabfüllung

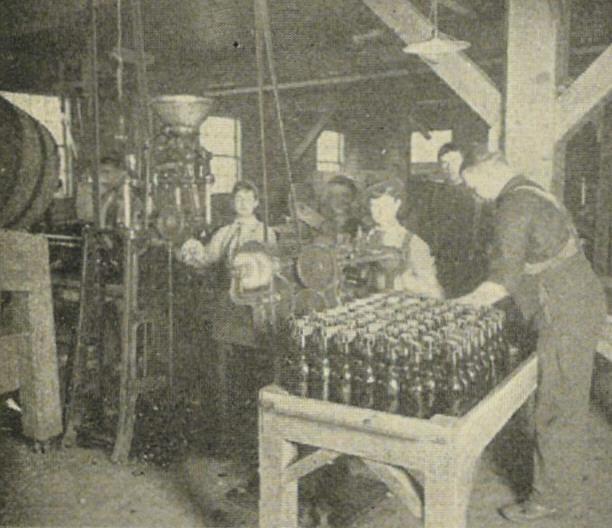
Händische Abfüllung von Bier um 1900

Die Getränkeabfüllung ist ein Teil-Produktionsvorgang in Betrieben, die Getränke herstellen.
In der Regel wird für das Getränkeabfüllen eine automatisierte Abfüllanlage – eine hoch automatisierte Straße für eine intermittierende Fließfertigung – verwendet.

Zu den Produktionsschritten zählen das Reinigen der Flaschen, das Prüfen der Flaschenkopfgeometrie (ob das Schraubgewinde und der Dicht-Kragen unbeschädigt sind), das Befüllen mit dem Getränk, das Verschließen mit einem Schraubverschluss, Kronkorken oder Korken, das Etikettieren und oft noch das Einsortieren der Flaschen in Kästen. Vor dem Reinigen werden mit einem Entkorker eventuell noch vorhandene Kronkorken entfernt.

Getränkeabfüllung
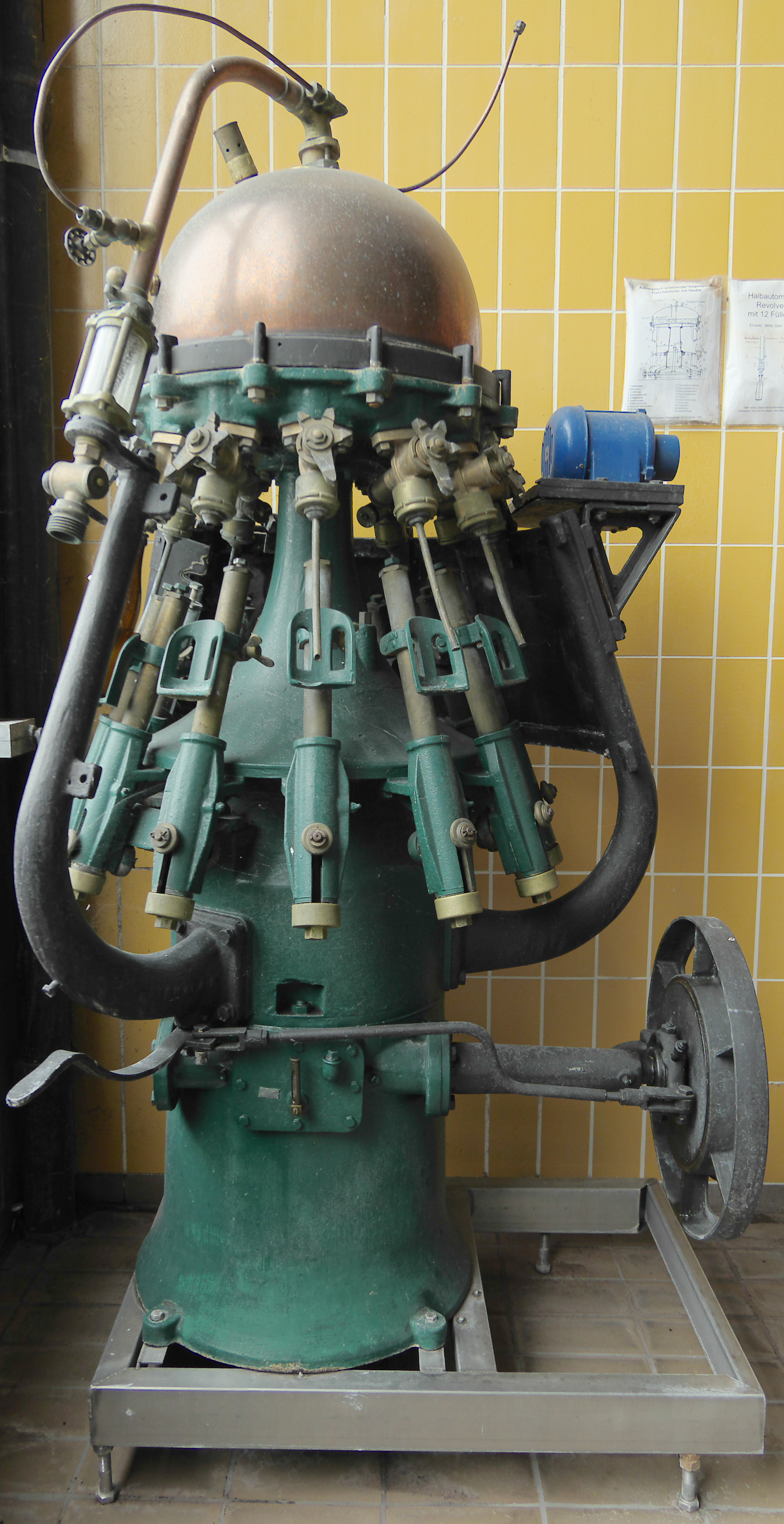
Historischer halbautomatischer Revolverfüller mit zwölf Füllorganen
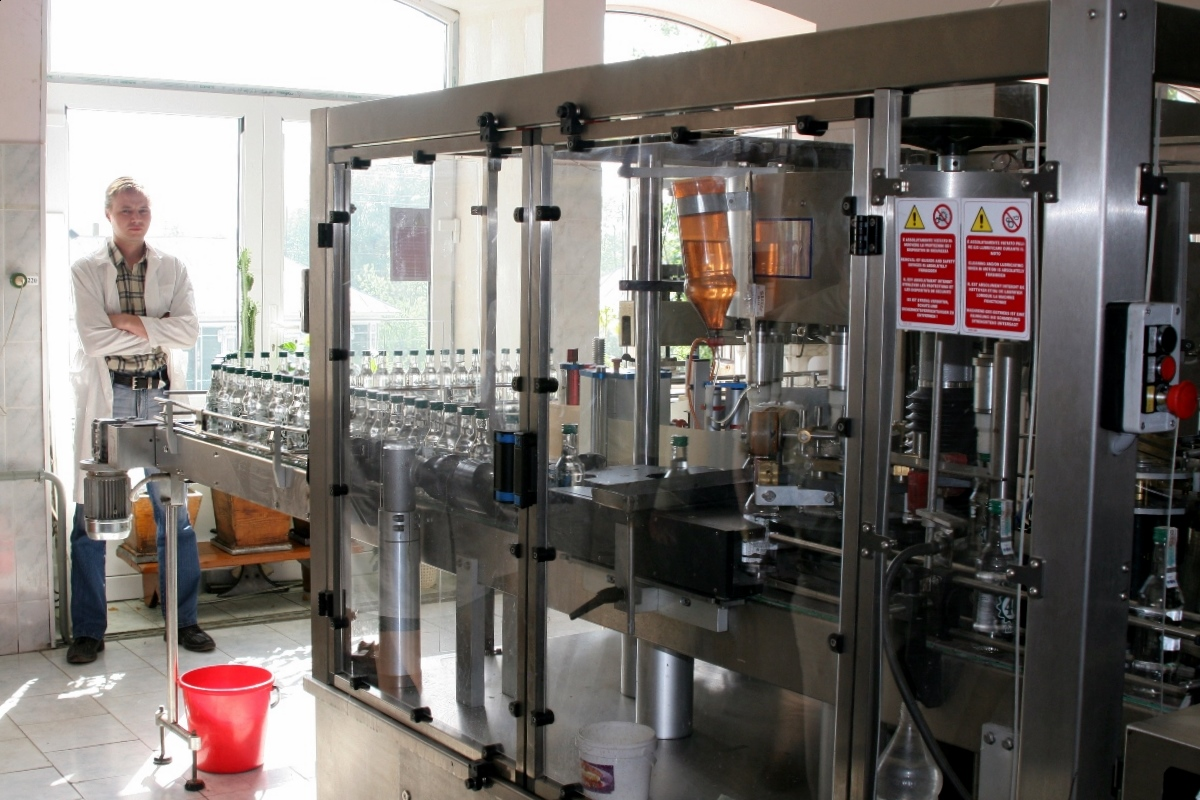
Wodka Abfüllanlage
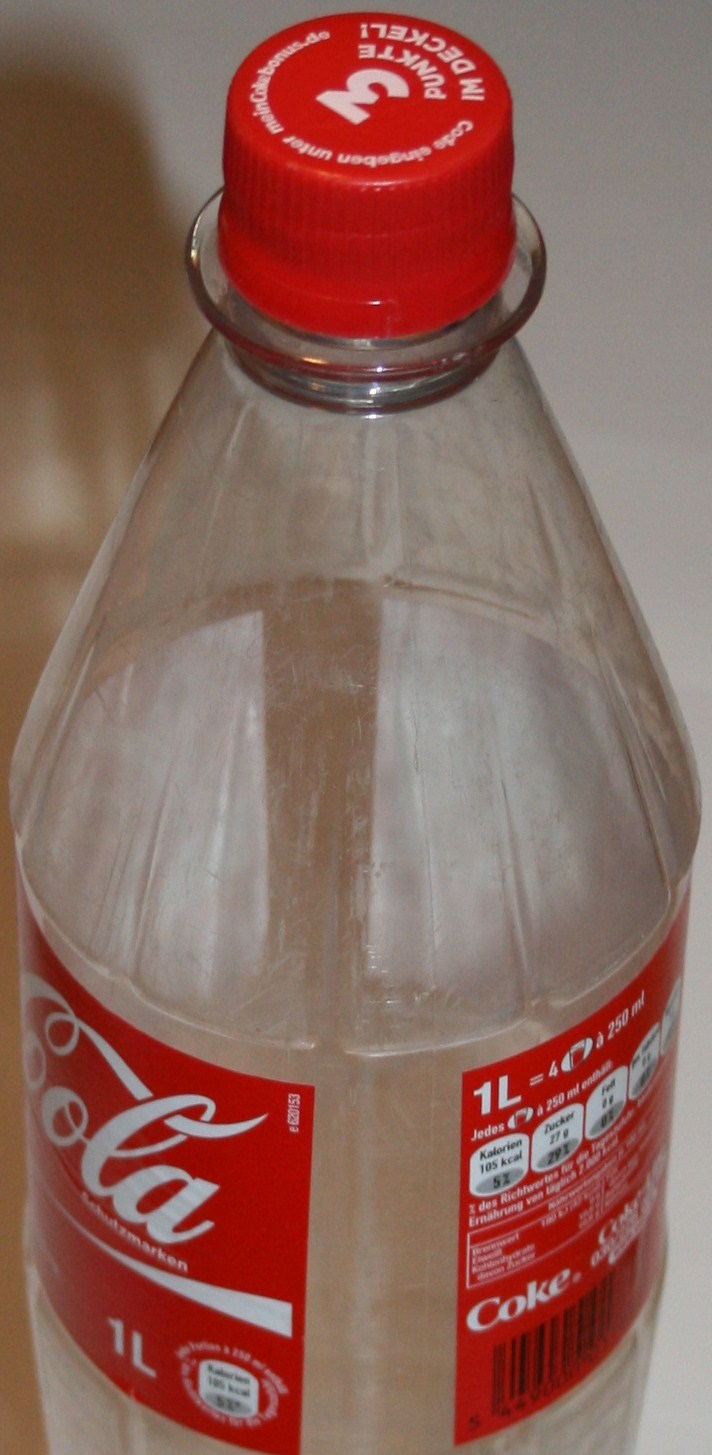
Abfüllfehler einer Flasche Cola

## Weinabfüllung
Bei bestimmten Fertigungen, wie der Abfüllung von Wein auf Flaschen, ist eine Abfüllanlage nur an wenigen Tagen des Jahres vonnöten. Viele Weingüter verzichten daher auf eine eigene Anlage und bedienen sich eines Lohnabfüller-Betriebes, der mit seiner Anlage auf einem LKW vorgefahren kommt und binnen weniger Tage das Geschäft des Abfüllens auf Lohn- bzw. Auftragsbasis besorgt.
Weil Weine vergleichsweise niedrige Alkoholgehalte und oft Restzucker enthalten, müssen sie sorgfältig und steril abgefüllt werden. Feine Filter trennen den Wein von Trübstoffen und etwaigen verbliebenen Hefezellen, um ein Nachgären zu verhindern. Sauber, klar und stabil wird der gefilterte Wein anschließend in sterile Flaschen abgefüllt und mit sterilen Korken, Schraubverschlüssen oder anderweitig verschlossen.